# Imperi colonial de Curlàndia

Localització de Curlàndia a Europa

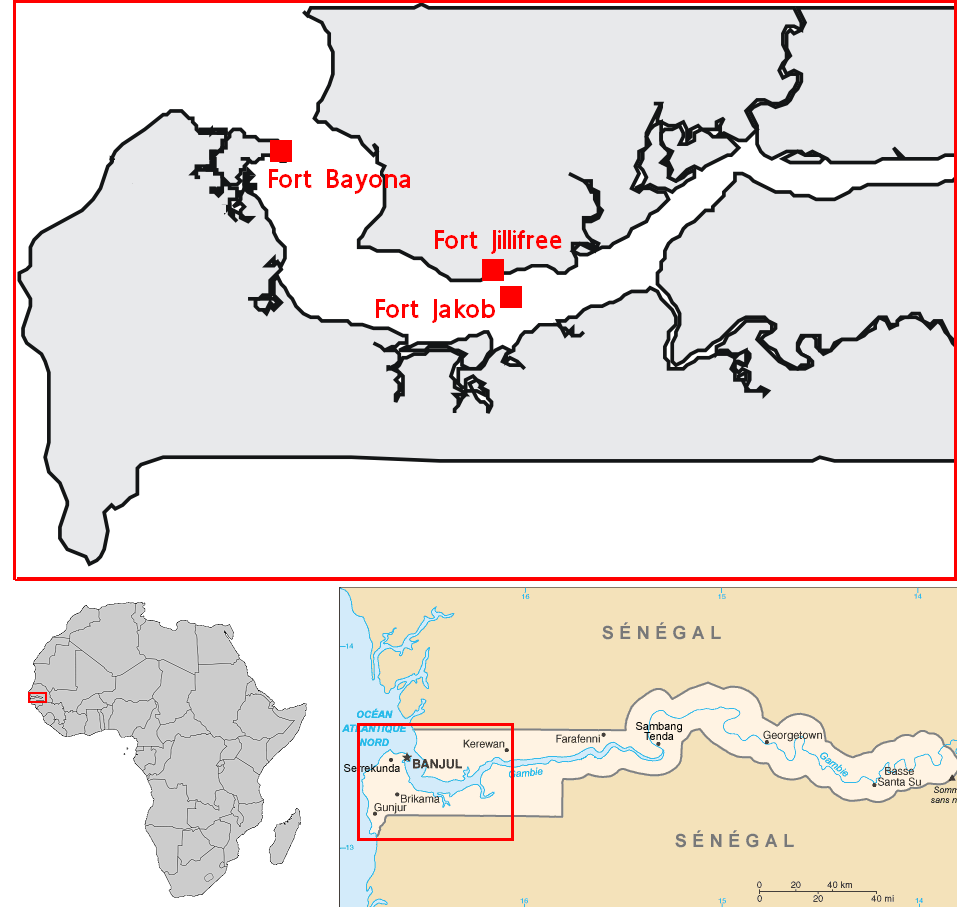
Forts colonials de Curlàndia a Gàmbia.

L'imperi colonial Curlàndia és una part de la història de Curlàndia. Amb 200.000 habitants i 27.226 km², Curlàndia és el més petit i menys poblat dels estats colonials de l'Edat moderna.

## Història
La creació del Ducat de Curlàndia i Semigàlia el 1561, continua amb la Guerra de Livònia (1558 - 1583). Livònia és devastada i l'últim Gran Mestre dels Germans Livonians de l'Espasa, Gotthard Kettler, es va convertir en duc i accepta ser estat vassall del Confederació de Polònia i Lituània, guanyador d'aquesta guerra i una de les principals potències europees d'aquell temps.
Aquesta aliança permet que al ducat desenvolupar-se i esborrar els estralls de la guerra. El 1642, Jacob Kettler es va convertir en duc, i és aleshores quan el ducat va experimentar la seva expansió econòmica mitjançant el desenvolupament de la metal·lúrgia i la construcció naval i militar, amb la creació dels ports de Ventspils i Liepaja. Kettler va decidir prendre avantatge de la seva flota per adquirir un imperi colonial, signe de poder i riquesa.
El 1637, l'illa de Tobago va ser ocupada, però els colons ràpidament entren en conflicte amb altres colons holandesos que també van arribar per ocupar l'illa. A l'Àfrica, els curlandesos ocupen la costa de Gàmbia fins a l'illa de Kunta Kinteh el 1651 i poden desenvolupar el comerç amb les Índies Occidentals cap a Tobago.
Tanmateix, una guerra entre Suècia i Polònia (1658 - 1660) impedeix al Ducat que pugui enviar nous colons, la qual cosa dona el resultat de la pèrdua de Gàmbia (1661). Després de la mort de Jacob Kettler el 1681, els seus successors, es veuen obligats a vendre Tobago a l'Imperi Britànic per poder fer front als seus deutes.

### Colònies a l'Àfrica
- Gàmbia (1650 - 1661):

Illes de Trinitat i Tobago.

  - Fort Bayona a l'Illa Sainte-Marie (a prop de Banjul)
  - Fort Jacob a l'Illa Saint-André (illa de Kunta Kinteh)
  - Fort Jilifree a Juffureh població a 30 quilòmetres de la desembocadura del riu Gàmbia

### Colònies d'Amèrica
- Nova Curlàndia (Tobago, 1638-1689)
- Curlàndia Bay (1638-1650)
- Jekaba pilseta (actual Jamestown, 1654-1659; 1668; 1680-1683; 1686-1690).